# موريس بيندر
موريس بيندر (بالإنجليزية: Maurice Binder)‏ هو مصمم جرافيك أمريكي، ولد في 25 أغسطس 1925 في نيويورك في الولايات المتحدة، وتوفي في 4 أبريل 1991 في لندن في المملكة المتحدة بسبب سرطان الرئة.

## وصلات خارجية
- موريس بيندر على موقع IMDb (الإنجليزية)
- موريس بيندر على موقع ديسكوغز (الإنجليزية)
- موريس بيندر على موقع قاعدة بيانات الفيلم (الإنجليزية)